# Żary
Żary (németül: Sorau) város Żary járásban, Lubusi vajdaságban, Nyugat-Lengyelországban. Tengerszint feletti magassága 160 méter, területe 33,24 km². Żary lakónépessége 38 048 fő.

## Története
A 19. század végén jelentékeny posztó- és vászonszövéssel, továbbá gép-, üveg-, porcellángyártással, viaszk-, agyagárukészítéssel, sör- és szeszgyártással rendelkezett. 1710-12-ben épített kastélya ekkor hivatalként szolgált, s többféle iskola és jótékonysági intézet; történelmi társulat működött a városban, valamint közelében nagy szénbányák álltak.

## Híres személyek
- Itt született 1810. január 29-én Ernst Eduard Kummer német matematikus.

## Testvértelepülései
- Longuyon
- Gárdony
- Weißwasser/O.L.